# Risemejaure
Risemejaure är en sjö i Krokoms kommun i Jämtland och ingår i Indalsälvens huvudavrinningsområde. Sjön har en area på 0,186 kvadratkilometer och ligger 927,2 meter över havet. Sjön avvattnas av vattendraget Riesemebårke.

## Delavrinningsområde
Risemejaure ingår i det delavrinningsområde (709216-138879) som SMHI kallar för Utloppet av Risemejaure. Medelhöjden är 1 014 meter över havet och ytan är 3,88 kvadratkilometer. Det finns inga avrinningsområden uppströms utan avrinningsområdet är högsta punkten. Riesemebårke som avvattnar avrinningsområdet har biflödesordning 4, vilket innebär att vattnet flödar genom totalt 4 vattendrag innan det når havet efter 307 kilometer. Avrinningsområdet består mestadels av kalfjäll (95 procent). Avrinningsområdet har 0,19 kvadratkilometer vattenytor vilket ger det en sjöprocent på 4,8 procent.